# Olof Bergström (bruksägare)
Olof Bergström, född 11 april 1821 i Herrhult, Färnebo socken, död 16 mars 1883 på Nyhyttan i samma socken, var en svensk bruksägare. Han var far till Lars Wilhelm Bergström, Albert Bergström,  Carl Johan Bergström, Janne Bergström, Anna Bergström-Simonsson och Emma Bergström-Andelius samt farfar till Hilding Bergström, Kerstin Bergström och Sigge Bergström.
Olof Bergström var son till lantbrukaren Lars Larsson Bergström. Han började som gruvarbetare vid Persbergs gruvor och arbetade sig upp till gruvbyggmästare och gruvfogde och inmutade 1855 en gruva i Persberg. 1867 köpte han det gamla värmländska järnbruket Finshyttan som legat nedlagt i över 100 år för att återuppta driften. Redan 1868 lät han uppföra en såg, en snickeriverkstad och en smedja, 1872 ett gjuteri, 1873 en mekanisk verkstad och 1876 en masugn. 1874 började han tillverka turbiner, vilket sedan kom att bli en av Finshyttans viktigaste produkter. Bergström blev internationellt känd som gruvkonstruktör. Han uppfann bland annat böjliga sugslangar och en borrmaskin för gruvdriften.